# 南天大彗星
南天大彗星（Southern Comet of 1947，編號是C/1947 X1、1947 XII、1947n）是一顆明亮的彗星，於1947年12月在南半球可見。它是當時二十年來人們觀測到最亮的一顆彗星，也是自1935年以來觀測到的最亮彗星之一，估計最大亮度為-3等（視星等）。

## 觀測歷史
這顆彗星於1947年12月2日通過近日點，距離太陽0.11個天文單位，最接近地球的時間是12月7日，距離太陽0.85個天文單位。 
接近的幾何形狀使得彗星在接近太陽時可能太微弱而無法被發現。十月初之後，這顆彗星迅速接近太陽，儘管變得越來越亮，但很難觀測到。在近日點期間，估計彗星位於早晨天空中，距離太陽僅6度的位置。然後它與太陽一起移動，出現在傍晚的天空中。
1947年12月8日，許多不同的觀測者在黃昏時發現了這顆彗星，但來自開普殖民地的未經證實的報告指出，彗星是在12月7日被發現的。澳洲霍舍姆的一份報告表示，這顆彗星是在日落前一小時左右看到的。12月9日，紐西蘭、澳洲和南非附近的一艘船也觀測到了這顆彗星，觀測者判斷它比1910年1月大彗星和1910年回歸的哈雷彗星還要明亮。在當地學校教授天文學的哈羅德·帕洛特估計這顆彗星的星等至少為-5等。約翰·帕拉斯凱沃普洛斯（John Paraskevopoulos）估計，發現時彗尾的長度至少為25度。第二天，帕拉斯凱沃普洛斯估計彗星的星等為1等。
12月10日，Jorge Bobone使用位於哥多華阿根廷國家天文台的望遠鏡觀察這顆彗星，指出它有兩個相距6.3角秒的核心。Zdenek Sekanina估計核心於1947年11月30日分裂。12月11日，彗星到達赤緯最南端-35度。12月中旬，這顆彗星的視星等估計為4至5等，而帕拉斯凱沃普洛斯估計其視星等為2.5-3等。尾巴估計長1.5度，由三個部分組成，看起來參差不齊。根據 Willem Hendrik van den Bos的觀察，兩個核心相距約10角秒。
這顆彗星快速變暗，最後一次肉眼觀測紀錄是在12月25日。到了12月底，其亮度估計約為8等。12月31日，天文學家仍然可以觀測到彗核，相距約17角秒。1948年1月20日，喬治·范·比斯布魯克（George Van Biesbroeck）最後一次觀測到這顆彗星。